# Shaker Heights
Shaker Heights är en stad ("city") i Cuyahoga County, Ohio, USA. Staden hade 29 405 invånare år 2000 . Den byggdes upp av bröderna Van Sweringen som en trädgårdsstadsförort till Cleveland under det tidiga 1900-talet. Två snabbspårvägslinjer från denna tid förbinder staden med centrala Cleveland.